# Microdalyella tennessensis
Microdalyella tennessensis är en plattmaskart. Microdalyella tennessensis ingår i släktet Microdalyella och familjen Dalyelliidae. Inga underarter finns listade i Catalogue of Life.